# 淮西之战 (1273年)
淮西之战，1273年（南宋咸淳九年、元世祖至元十年）至1275年（南宋德祐元年、元世祖至元十二年），宋元战争中，元朝军队进攻淮西，牵制宋军的作战。
1273年二月，元军攻克襄阳、樊城。四月，元世祖忽必烈命中书左丞相合丹、河南行省参知政事刘整、山东都元帅塔出、董文炳，行淮西枢密院事。在正阳（今安徽省霍邱县东北）夹淮河筑东西两城，建行院府，图谋两淮和长江。1273年冬，南宋沿江制置副使兼知黄州陈奕率安丰州（今安徽省寿县）、庐州（今安徽省合肥市）、寿州（今安徽省凤台县）等地兵马，多次攻打正阳，阻止元军筑城。塔出率兵每日出战十几次，将宋军击退。宋军再从六安派战舰，计划攻打正阳。塔出得知，派骑兵焚毁宋军战舰。
1274年春，元朝大臣建议两淮是宋朝北方北屏，城坚兵精，不应该强攻，应留兵淮西，牵制宋军。元军主力渡江东进，攻打宋朝根本，元世祖采纳了。三月，命伯颜、史天泽为左丞相，在荆湖行省，做攻打南宋准备；合丹为左丞相，刘整为左丞，塔出、董文炳为参知政事，在淮西行省，渡过淮河佯攻南宋。塔出率军攻打安丰州、庐州、寿州，俘虏万余人。1274年夏，宋朝淮西安抚制置使率十万水军，攻打正阳。董文炳登城力御，夏贵再次发起攻击，飞矢贯穿董文炳左臂及胁下，董文炳拔矢再战，连发四十余箭，射完了，又索要随员十余支箭。力尽后，弓不能张满，不能再战。第二天，宋军决开淮水灌城，水浸外廓，董文炳让军队退避，夏贵乘势列阵逼近城下。董文炳让儿子董士选代战，自带重伤督阵，董士选持戈俘获夏贵部将，夏贵稍稍后退。忽必烈令塔出前往援救，在颍州（今安徽省阜阳市）大败宋军，抵达正阳。天下大雨，塔出突围入城，配合董文炳父子守城。天晴塔出，与淮西行院副使阿塔海分率精兵出城，渡淮河到中流，与宋军展开激战，万户怀都率步兵在淮河西岸助战，刘整也在大人洲与宋军对战，互相配合，击败宋军，斩首数千级，夺战舰五百余艘，正阳解围，阿塔海追击夏贵至安丰城下。八月，元世祖命伯颜率主力军从汉江入长江，直取临安府，改淮西行省为行枢密院，帮助伯颜攻宋。塔出率军渡过淮河，屯驻在庐州、扬州之间。九月，阿塔海、董文炳分别率军南抵长江。1275年二月，董文炳与伯颜在安庆府（今安徽省安庆市）会师，阿塔海、塔出在池州（今安徽省贵池市）与伯颜会师。他们跟随伯颜在丁家洲之战中击败宋军。